# NHKマイあさラジオ (関東・甲信越)
この項では日曜・祝日を除く毎日7:40-8:00に生放送されていた『NHKマイあさラジオ』の関東・甲信越地方向けのローカル枠について詳述する。
同枠は、『おはようラジオセンター』の時代から、全国共通の朝ワイド番組に内包番組として、関東・甲信越のNHK放送センター管内にある地域のNHKラジオ第1放送（東京・渋谷、甲府、長野、新潟の4局）をネットしての地域情報番組を提供している。番組の進行は基本的にその担当日の『マイあさラジオ』の全国パートを担当している女性キャスター（ニュースパートに関しては男性アナウンサー、気象情報パートは気象キャスター）がパーソナリティーを務めている。
なおこのコーナーは、IPサイマルラジオサービス2者（NHKネットラジオ らじる★らじる、及び、民放ラジオポータルサイト「radiko（2017年10月3日放送分～2018年3月30日までと、同年4月13日放送分より1年間）」、並びにNHKワールド・ラジオ日本(国外向け短波放送)にも同時に配信しており、インターネットの接続環境があるパソコンやスマートフォン、短波ラジオ受信機があれば、居住者や国外（短波のみ）の聴取者も聞くことができるが、ネットラジオの場合全国に向けて放送している。

## 大まかなコーナー構成
- 交通情報　同枠では朝の通勤・通学の時間帯に当たるため、従前の番組同様、道路だけでなく鉄道・航空のダイヤ情報も伝えている。
  - 道路=日本道路交通情報センター九段本部から同センター職員が伝える
  - 鉄道=JR東日本の分はJR東日本東京駅管制センターから同社職員、私鉄はスタジオから女性キャスターが伝える[5]
  - 航空=東京シティエアターミナル（T-CAT）から、東京国際空港職員が伝える
- 日替わりコーナー
  - 月曜日　市場情報　毎週週替わりで鮮魚、青果、果物、花きの市場スタッフをスタジオに招いたり、あるいは市場と電話を結び、季節の食べ物や花の話題について触れてもらう
  - 火曜日　くらしのテキスト　毎週週替わりで6人の専門家に様々なジャンルの話題について解説してもらう
    - 経済　勝間和代
    - ガーデニング　岡井路子
    - 防災　国崎信江
    - 歳時記　三浦康子
    - 洗濯物　中村祐一
    - 子育て　おおたとしまさ

  - 水曜日　マイあさレポート　首都圏放送センター管内の10都県にある放送局（東京・横浜・さいたま・千葉・前橋・宇都宮・水戸・新潟・長野・甲府）を中継でつなぎ、首都圏の現状や問題点を記者・ニュースデスク・アナウンサーがレポートする
  - 木曜日　おでかけ関東・甲信越　首都圏放送センター管内の10都県のアナウンサー（契約キャスターも）が、週末に行われるイベント情報や、観光スポットを紹介する
  - 金曜日　金曜とっておき　首都圏放送センター管内10都県の観光情報や話題の人へのインタビューなどを、中継を交えて紹介する
  - 土曜日　歴史を探しに→週末文化の歩き方　歴史を探しにでは首都圏放送センター管内10都県の歴史スポット、旧跡、古墳、城跡を中心にその歴史的な価値と周辺の観光スポットを（2017年4月以降は表パートに進出）、週末文化の歩き方では首都圏放送センター管内10都県の音楽、芸術、演劇、映画の情報をナビゲーターが紹介する
    - 古墳　まりこふん
    - 城跡・旧跡　伊東潤
    - 音楽 前山田健一
    - 映画 緒川たまき

  - 3月11日もしくは9月1日が平日・土曜日に重なる日　ラジオ災害情報交差点（ラジオライフラインネットワーク制作[6]）
- 首都圏のニュース・気象情報（新潟・長野・甲府は日替わりコーナー終了の段階で県域放送。）
- 朝の音楽（首都圏向けにはそれをBGMに道路交通情報）